# Afrikansk vildæsel
Det afrikanske vildæsel (Equus africanus) er en art i hestefamilien og stamformen til tamæslet. Det forekommer hovedsageligt i Somalia og Etiopien i det nordøstlige Afrika, hvor det lever i meget uvejsomme bjergområder.

## Udseende
Det afrikanske vildæsel er grågul om sommeren og stålgrå om vinteren med en hvid bug. På benene findes uregelmæssige tværstriber. Hovedet er stort og den har lange ører. Hovene er smalle. Den har en skulderhøjde på op til 140 centimeter og en vægt op til 275 kilogram, men vejer normalt kun 200-230 kg. Manen er kort og delvis opretstående. Halen er omkring 40 centimeter lang og slutter med en mørk dusk.

## Levevis
Det afrikanske vildæsel er specialiseret i at kunne leve under ekstreme forhold, idet det kan klare hård tørke, store temperaturforskelle og sandstorme. Den kan klare sig med en føde, der foruden græs kan bestå af bark, blade og tykbladede saltplanter. Den holder mest til i halvørkner og i klippeterræn og er en dygtig klatrer. Vildæslet er de uparrettåede hovdyrs parallel til geden. Den er desuden i stand til at drikke brakvand.
Vildæsler er flokdyr, men flokkene er meget løst sammensat og de har intet egentligt hierarki. En flok kan have omkring 40 til 50 dyr den ene dag og betydeligt færre den anden dag. Hingstene har normalt et territorium som de markerer med dynger af ekskrementer. Han kan tolerere en anden hingst i sit territorium, så længe der ikke findes en hoppe i brunst i nærheden. Hoppen er drægtig i cirka et år.

## Underarter
Der findes to nulevende vilde underarter af det afrikanske vildæsel og desuden tamæslet, der også regnes som en underart.
- Equus africanus africanus (nubisk vildæsel) - forekommer fra det østlige Sudan til Rødehavet. I Sudan og Eritrea er den næsten udryddet, men i dele af Sahara forekommer den stadig.
- Equus africanus somaliensis (somalisk vildæsel) - forekommer i Somalia og Etiopien.
- Equus africanus asinus (tamæsel) - den domesticerede form.